# Teilerfremdheit
Zwei natürliche Zahlen {\displaystyle a} und {\displaystyle b} sind teilerfremd ({\displaystyle a\perp b}), wenn es keine natürliche Zahl außer der Eins gibt, die beide Zahlen teilt. Synonym ist relativ prim, aus dem Englischen relatively prime oder coprime.
Wenn zwei natürliche Zahlen keinen gemeinsamen Primfaktor haben, sind sie teilerfremd. Aus dieser Definition folgt, dass jede natürliche Zahl teilerfremd zu 1 ist, auch die Zahl 1 selbst. Ein Bruch zweier teilerfremder Zahlen kann folglich nicht gekürzt werden.
Zum Nachweis der Teilerfremdheit berechnet man gewöhnlich den größten gemeinsamen Teiler: Zwei Zahlen sind genau dann teilerfremd, wenn 1 deren größter gemeinsamer Teiler ist.
Mehr als zwei natürliche Zahlen bezeichnet man als paarweise teilerfremd (engl.: pairwise coprime), wenn je zwei beliebige davon zueinander teilerfremd sind, und als teilerfremd, wenn es keinen Primfaktor gibt, den alle diese Zahlen gemeinsam haben. Zahlen, die paarweise teilerfremd sind, sind auch stets teilerfremd. Die umgekehrte Schlussrichtung gilt nicht, denn beispielsweise sind 6, 10, 15 teilerfremd, aber nicht paarweise teilerfremd (z. B. wegen ggT(10, 15) = 5).

## Beispiele
- Die Zahlen 12 und 77 sind teilerfremd, denn ihre Primfaktorzerlegungen {\displaystyle 12=2\cdot 2\cdot 3} und {\displaystyle 77=7\cdot 11} enthalten keine gemeinsamen Primfaktoren.
- Die Zahlen 15 und 25 sind nicht teilerfremd, denn in ihren Primfaktorzerlegungen {\displaystyle 15=3\cdot 5} und {\displaystyle 25=5\cdot 5} kommt jeweils die 5 vor, die zugleich ggT(15, 25) ist.
- Die Zahlen 9, 17, 64 sind paarweise teilerfremd, denn alle drei Paare 9 und 17, 17 und 64, 9 und 64 sind teilerfremd.

Offensichtlich sind zwei unterschiedliche Primzahlen immer teilerfremd, da sie nur sich selbst als Primfaktor haben. Andere Beispiele teilerfremder Zahlen sind zwei Zahlen, deren Differenz 1 ist, oder zwei ungerade Zahlen, deren Differenz 2 ist.
Teilerfremdheit kommt, häufig als Bedingung, in vielen zahlentheoretischen Problemen vor. Zum Beispiel ist eine Voraussetzung für den Chinesischen Restsatz, dass die Moduln teilerfremd sind. Die Eulersche φ-Funktion ordnet jeder natürlichen Zahl n die Anzahl der zu n teilerfremden Zahlen in {\displaystyle \{1,\dots ,n\}} zu.

## Eigenschaften
Teilerfremdheit ist eine binäre Relation
{\displaystyle {\text{Teilerfremdheit}}=\left\{\left(a,b\right)\in \mathbb {N} \times \mathbb {N} \ \vert \ \operatorname {ggT} (a,b)=1\right\}}
Diese Relation ist nicht transitiv, denn beispielsweise sind 2 und 3 teilerfremd, ebenso 3 und 4, aber nicht 2 und 4.
Die asymptotische Wahrscheinlichkeit, dass zwei zufällig gewählte ganze Zahlen {\displaystyle a} und {\displaystyle b} teilerfremd sind, ist
{\displaystyle P(\operatorname {ggT} (a,b)=1)={\frac {1}{\zeta (2)}}={\frac {6}{\pi ^{2}}}\approx 61\,\%,}
wobei {\displaystyle \zeta } die Riemannsche ζ-Funktion und {\displaystyle \pi } die Kreiszahl ist. Dieser Satz wurde erstmals 1881 von Ernesto Cesàro bewiesen.
Allgemein ist {\displaystyle 1/(r^{n}\,\zeta (n))} die asymptotische Dichte von {\displaystyle n}-Tupeln mit größtem gemeinsamen Teiler {\displaystyle r}.

## Teilerfremdheit in Ringen
Das Konzept der Teilerfremdheit lässt sich von den natürlichen Zahlen auf kommutative Ringe mit Einselement übertragen. In einem solchen Ring sind die Einheiten Teiler aller Elemente. Zwei Elemente des Rings heißen teilerfremd, wenn die Einheiten ihre einzigen gemeinsamen Teiler sind.
Im Ring der ganzen Zahlen sind beispielsweise die Zahlen 2 und −3 teilerfremd, da ihre einzigen gemeinsamen Teiler die Einheiten 1 und −1 sind.

## Ähnliche Eigenschaften
- Inkommensurabilität bei reellen Zahlen